# 怨仇级航空母舰
怨仇级航空母艦（英語：Implacable-class aircraft carrier），是英国皇家海军于二战中建造的一级两艘舰队航空母舰，它由光辉级的设计改良，比起前辈来它们航速更快而装的飞机更多一些。怨仇號和不倦号在1944年完工后分配到本土舰队，主要活动是攻击挪威境内的目标(擊沉商船MS Rigel （页面存档备份，存于），死亡人數超過 2,500，其中大部分是蘇聯、波蘭和塞爾維亞戰俘，被怨仇號擊殺的陣亡者遺體被埋葬在Tjøtta島的國際戰爭公墓 （页面存档备份，存于）)和提尔皮茨号战列舰。之后前往参加了英国太平洋舰队（BPF）的战斗。

## 同级舰
| 舰名   | 舷号  | 建造商     | 下水           | 服役          | 备注       |
| ------ | ----- | ---------- | -------------- | ------------- | ---------- |
| 怨仇号 | (R86) | Fairfield  | 1942年12月10日 | 1944年8月28日 | 1955年拆解 |
| 不倦号 | (R10) | John Brown | 1942年12月8日  | 1944年5月3日  | 1956年拆解 |

1. ↑  Martinsen, Gerd Elise. . NRK. 2012-04-15  [2025-02-10]. （原始内容存档于2024-05-31） （nb-NO）.
2. ↑  . www.naval-history.net.   [2025-02-10].
3. 1 2  . web.archive.org. 2010-01-15  [2025-02-10]. 原始内容存档于2010-01-15.